# Hallo K3!
Hallo K3 is een beëindigde sitcom van (de tweede bezetting van) de meidengroep K3, geproduceerd door Studio 100, die zijn première beleefde in het najaar van 2010. Na drie seizoenen en 39 afleveringen werd de reeks stopgezet. De serie werd in 2019 opgevolgd door K3 Roller Disco, waarin de derde bezetting van K3 speelt. Het personage Marcel (gespeeld door Jacques Vermeire) heeft hier wederom een rol in.

## Verhaal
De serie draait om de drie meiden van K3 die samen in een appartement in Mechelen gaan wonen en proberen de balans te vinden tussen een normaal leven en een superster zijn. Dit zorgt voor komische situaties.
Doordat de karakters van de meisjes verschillen, komen ze soms met elkaar in botsing, maar ze blijven toch elkaars beste vriendinnen. Ze zijn heimelijk verliefd op de knappe buurjongen Bas (Winston Post). Hoewel ze niet willen dat hij hun vriendschap verstoort, gebeurt dit soms toch. Verder is er de bejaarde buurman Marcel (Jacques Vermeire), die de meiden vaak lastigvalt, wat tot vreemde situaties leidt. Maar gelukkig is er ook nog Rosie (Metta Gramberg), de bazin van het plaatselijk café, die als een moeder voor de meisjes is en hen altijd met goede raad bijstaat.
Het hoofdplot bestaat meestal uit iets wat K3 bezighoudt en als subplot draait het meestal om de avonturen van Marcel, Bas en Rosie. Als miniplot heeft Josje soms een apart verhaaltje.

## Rolverdeling

### Vaste personages
| Naam personage     | Acteur           |
| ------------------ | ---------------- |
| Karen van K3       | Karen Damen      |
| Kristel van K3     | Kristel Verbeke  |
| Josje van K3       | Josje Huisman    |
| Buurman Marcel     | Jacques Vermeire |
| Rosie de cafébazin | Metta Gramberg   |
| Buurman Bas        | Winston Post     |

Hoofdpersonages
Karen van K3 huurt een appartement om er te wonen met haar twee beste vriendinnen, Kristel en Josje. Zij is de oudste maar kan zich best wel naïef gedragen. Ze is dol op frietjes met cola, shoppen en op haar favoriete soap Goed weer, slecht weer (verwijzend naar Goede tijden, slechte tijden). Ze valt bijna op iedere jongen die ze tegenkomt, zo ook op haar buurjongen Bas.
Kristel van K3 is ook verliefd op Bas, maar minder dan Karen en Josje. Ze is dol op schoonmaken. In tegenstelling tot haar vriendinnen is ze ook erg ordelijk en gedisciplineerd , wat wel eens botst. Ze komt met een niet-versier-pact, dat inhoudt dat de drie meisjes niet alleen op date mogen met Bas, want dit zou de vriendschap kunnen verpesten.
Josje van K3 doet zich meestal voor als dom blondje. Zij is de eerste die haar knappe buurjongen Bas ontmoet. Zij is verliefd op Bas en doet er alles aan om indruk te maken. Josje is een dierenvriend en probeert altijd iedereen te helpen.
Buurman Marcel  De gepensioneerde bovenbuurman van de zevende verdieping. Hij is een oude, grappige en onnozele opa die altijd probeert mensen te helpen, wat meestal niet goed verloopt. Hij denkt ook dat hij in vele zaken goed is, maar overschat vaak zichzelf. Hij heeft een Siamese poes genaamd Soezie. Hij wordt meestal oelewapper genoemd door Rosie, de cafébazin van café 'De Rozebottel'. Hij is een grote fan van de kleine zeemeermin.
Rosie de cafébazin is de vriendelijke cafébazin van café 'De Rozebottel', het café onder het flatgebouw waar de meisjes van K3 wonen. Zij is de steun en toeverlaat van de meisjes en geeft graag goede adviezen. Ze is niet echt vrouwelijk en schreeuwt veel tegen Marcel, ze noemt hem dan ook steevast “Oelewapper”.  Zij komt meestal sarcastisch over.
Buurman Bas is de bovenbuur van de meiden, die hem "Superhunk" noemen – hij weet dat zelf niet. Hij weet dat de meisjes van hem houden, maar flirt meestal niet terug. Ook Rosie de uitbaatster van de cafetaria van het flatgebouw flirt wel eens met Bas wat tot jaloerse reacties van de meisjes van K3 leidt.

### Gastrollen
| Personage                 | Acteur             | Aflevering                                 | Seizoen |
| ------------------------- | ------------------ | ------------------------------------------ | ------- |
| Meubelverkoper            | Ivan Pecnik        | 5 - De Kast                                | 1       |
| Joeri                     | Mick de Lint       | 8 - Joeri                                  | 1       |
| Pizzabezorger             | Govert Deploige    | 9 - Een pizza te veel                      | 1       |
| Politieagent              | Peter Bulckaen     | 11 - Het uurrecord                         | 1       |
| Bram                      | Hein Blondeel      | 12 - Een vriendje voor Karen               | 1       |
| Harry                     | Hein Blondeel      | 12 - Een vriendje voor Karen               | 1       |
| Gustaaf                   | Dirk Lavrysen      | 12 - Een vriendje voor Karen               | 1       |
| Roderick                  | Jan Van Hecke      | 12 - Een vriendje voor Karen               | 1       |
| Emma                      | Onbekend           | 13 - Het niet-versierpact                  | 1       |
| Leon                      | Onbekend           | 13 - Het niet-versierpact                  | 1       |
| Marianne                  | Onbekend           | 13 - Het niet-versierpact                  | 1       |
| Zichzelf                  | Jan Verheyen       | 2 - De videoclip                           | 2       |
| Frans                     | Marijn Devalck     | 6 - De broer van Marcel                    | 2       |
| Mevrouw Verbruggen        | Alice Toen         | 3 - De taartenwedstrijd                    | 3       |
| Dierenkaartjesverzamelaar | Pieter Bamps       | 6 - De Gouden panda                        | 3       |
| Maxima                    | Jolanda Gruyters   | 8 - Etiquette                              | 3       |
| Inspecteur                | Hans Van den Stock | 10 - Een ongeluk zit in een klein balletje | 3       |
| Thijs                     | Dennis de Groot    | 11 - Josjes verhuizing                     | 3       |

## Afleveringen
| Seizoen | Afleveringen (totaal) | Afleveringen (seizoen) | Dvd                                        |
| ------- | --------------------- | ---------------------- | ------------------------------------------ |
| 1       | 39                    | 13                     | Ja, volume 1, 2, 3, 4 (& 5)                |
| 2       | 39                    | 12                     | Ja, volume (5,) 6, 7, "Het Grote K3 Feest" |
| 3       | 39                    | 14                     | Nee                                        |

### Seizoen 1
| Aflevering Nummer | Titel aflevering        | Uitzenddatum BE op vtmKzoom | Uitzenddatum NL op ZAPP - TROS |
| ----------------- | ----------------------- | --------------------------- | ------------------------------ |
| 1                 | Verkeerd begrepen       | 06-10-2010                  | 02-04-2011                     |
| 2                 | De kwis                 | 13-10-2010                  | 09-04-2011                     |
| 3                 | Van de poes en de vis   | 20-10-2010                  | 16-04-2011                     |
| 4                 | De toast                | 27-10-2010                  | 23-04-2011                     |
| 5                 | De kast                 | 03-11-2010                  | 30-04-2011                     |
| 6                 | De nieuwe K3            | 10-11-2010                  | 07-05-2011                     |
| 7                 | De interland            | 17-11-2010                  | 14-05-2011                     |
| 8                 | Joeri                   | 24-11-2010                  | 21-05-2011                     |
| 9                 | Een pizza te veel       | 01-12-2010                  | 04-06-2011                     |
| 10                | De Karen-dictatuur      | 08-12-2010                  | 11-06-2011                     |
| 11                | Het uurrecord           | 15-12-2010                  | 18-06-2011                     |
| 12                | Een vriendje voor Karen | 22-12-2010                  | 25-06-2011                     |
| 13                | Het niet-versierpact    | 29-12-2010                  | 02-07-2011                     |

### Seizoen 2
| Aflevering Nummer | Titel aflevering     | Uitzenddatum BE op vtmKzoom | Uitzenddatum NL op RTL Telekids |
| ----------------- | -------------------- | --------------------------- | ------------------------------- |
| 14 (1)            | Josje solo           | 03-10-2011                  | 20-02-2012                      |
| 15 (2)            | De videoclip         | 10-10-2011                  | 21-02-2012                      |
| 16 (3)            | Vier blauwe strepen  | 21-11-2011                  | 22-02-2012                      |
| 17 (4)            | Sportief             | 27-11-2011                  | 23-02-2012                      |
| 18 (5)            | De tattoo            | 28-11-2011                  | 24-02-2012                      |
| 19 (6)            | De broer van Marcel  | 04-12-2011                  | 27-02-2012                      |
| 20 (7)            | De klasreünie        | 05-12-2011                  | 28-02-2012                      |
| 21 (8)            | De schone slaapsters | 11-12-2011                  | 29-02-2012                      |
| 22 (9)            | Het huwelijk         | 12-12-2011                  | 01-03-2012                      |
| 23 (10)           | SMS rapsodie         | 18-12-2011                  | 02-03-2012                      |
| 24 (11)           | Bodycrème            | 19-12-2011                  | 05-03-2012                      |
| 25 (12)           | Bruno                | 25-12-2011                  | 06-03-2012                      |

### Seizoen 3
| Aflevering Nummer | Titel aflevering                      | Uitzenddatum BE op vtmKzoom | Uitzenddatum NL op RTL Telekids |
| ----------------- | ------------------------------------- | --------------------------- | ------------------------------- |
| 26 (1)            | Innerlijke rust                       | 12-11-2012                  | 05-11-2012                      |
| 27 (2)            | Liefdestest                           | 13-11-2012                  | 06-11-2012                      |
| 28 (3)            | De taartenwedstrijd                   | 14-11-2012                  | 07-11-2012                      |
| 29 (4)            | Spaanse liefde                        | 15-11-2012                  | 08-11-2012                      |
| 30 (5)            | Hypnose                               | 16-11-2012                  | 09-11-2012                      |
| 31 (6)            | De gouden panda                       | 19-11-2012                  | 11-11-2012                      |
| 32 (7)            | De staaltjesdief                      | 20-11-2012                  | 12-11-2012                      |
| 33 (8)            | Etiquette                             | 21-11-2012                  | 13-11-2012                      |
| 34 (9)            | Hallo Bas                             | 22-11-2012                  | 14-11-2012                      |
| 35 (10)           | Een ongeluk zit in een klein balletje | 23-11-2012                  | 15-11-2012                      |
| 36 (11)           | Josjes verhuizing                     | 26-11-2012                  | 16-11-2012                      |
| 37 (12)           | Buren van het jaar                    | 27-11-2012                  | 18-11-2012                      |
| 38 (13)           | Casanova Marcel                       | 28-11-2012                  | 19-11-2012                      |
| 39 (14)           | Expeditie Josje                       | 29-11-2012                  | 20-11-2012                      |

## Dvd
| Seizoen | Volume | Verschijningsdatum | Afleveringen |
| ------- | ------ | ------------------ | --- |
| 1       | 1      | 22/11/2010         | 1, 2 en 3 |
| 1       | 2      | 23/02/2011         | 4, 5 en 6 |
| 1       | 3      | 25/05/2011         | 7, 8 en 9 |
| 1       | 4      | 26/10/2011         | 10, 11 en 12 |
| 1 en 2  | 5      | 11/04/2012         | 13 van seizoen 1 + 1 en 2 van seizoen 2 |
| 2       | 6      | 15/08/2012         | 3, 4 en 5 |
| 2       | 7      | 08/05/2013         | 6, 7 en 9 Aflevering 8 is al verschenen op de dvd: Het Grote K3 feest. Daarom staat deze niet op Volume 7.                                                                                           |
| 3       | Extra  | 21/11/2014         | Dit seizoen werd nooit op dvd uitgebracht. Enkel aflevering 11 “Josjes verhuizing” verscheen als extra op de dvd van “K3 in Nederland” En de aflevering "Hallo Bas" op de dvd van 25 Jaar Studio 100 |

Op 21 november 2012 werden de eerste drie dvd's in een dvd-box uitgebracht.
Op 13 november 2013 verschijnen deel 4, 5 en 6 ook in een dvd-box.

## Boeken
| Seizoen | Titel                 | Soort boek  | Verschijningsdatum |
| ------- | --------------------- | ----------- | ------------------ |
| 1       | Hallo K3! stickerboek | Stickerboek | 12 oktober 2011    |
| 1       | 3 meiden onder 1 dak  | Leesboek    | 16 november 2011   |
| 1       | 100% Vriendinnen      | Leesboek    | 8 augustus 2012    |

## Hitnotering

### Nederlandse DVD Movie Top 30
Volume 1
| Hitnotering: (Week 1 en 2) 27-11-2010 t/m 04-12-2010 | Hitnotering: (Week 1 en 2) 27-11-2010 t/m 04-12-2010 | Hitnotering: (Week 1 en 2) 27-11-2010 t/m 04-12-2010 | Hitnotering: (Week 1 en 2) 27-11-2010 t/m 04-12-2010 |
| Week                                                 | 1                                                    | 2                                                    |                                                      |
| ---------------------------------------------------- | ---------------------------------------------------- | ---------------------------------------------------- | ---------------------------------------------------- |
| Nummer                                               | 18                                                   | 15                                                   | uit                                                  |

Volume 2
| Hitnotering: (Week 1 en 2) 27-02-2011 t/m 05-03-2011 | Hitnotering: (Week 1 en 2) 27-02-2011 t/m 05-03-2011 | Hitnotering: (Week 1 en 2) 27-02-2011 t/m 05-03-2011 | Hitnotering: (Week 1 en 2) 27-02-2011 t/m 05-03-2011 |
| Week                                                 | 1                                                    | 2                                                    |                                                      |
| ---------------------------------------------------- | ---------------------------------------------------- | ---------------------------------------------------- | ---------------------------------------------------- |
| Nummer                                               | 28                                                   | 24                                                   | uit                                                  |

## Productie
- In 2010 maakte Kristel Verbeke bekend dat K3 een sitcom zou maken, een komische reeks voor jong en oud.[1]
- De opnamen vonden vanaf eind mei tot begin september 2010 plaats in Londerzeel.
- In februari 2011 begon men met alle acteurs aan de opnamen van de tweede reeks. De opnamen duurden tot begin maart 2011, waarna men de opnamen eind mei 2011 hervatte. Deze duurden tot eind juni van dat jaar.
- Ook kwam Marcel erbij als behulpzame buurman gespeeld door Jacques Vermeire.[2] Later werd nog Bas (Winston Post) toegevoegd als de knappe buurjongen.[3]
- Op 15 september 2010 verscheen ook de gelijknamige single, Hallo K3.
- Vanaf november 2011 was de tweede reeks op vtmKzoom te zien.
- In januari 2012 gingen de opnames  van de derde reeks van start.
- Vanaf 12 december 2012 is er een K3-film, K3 Bengeltjes, in de bioscoop te zien.[4] Deze film is gebaseerd op de tv-serie.
- Op 12 november 2012 begon het derde seizoen van Hallo K3 op vtmKzoom.
- Op 12 februari 2014 brengt K3 weer een nieuwe film uit, K3 Dierenhotel. Deze film is net als de vorige film, K3 Bengeltjes, gebaseerd op de televisieserie en hier doen ook Marcel, Bas en Rosie mee.
- Op 6 oktober 2013 wordt het eerste seizoen van Hallo K3 uitgezonden bij RTL Telekids.